# HD 81753
HD 81753，又名CD-28 7271，SAO 177461、HR 3745，是一颗恒星，视星等为6.1，位于銀經257.78，銀緯15.63，其B1900.0坐标为赤經9h 22m 23.3s，赤緯-28° 15.63′ 14″。